# 龙蟠路
龙蟠路，是南京市的一条道路，西起中央门，东至太平门，全长5472.9米。

## 历史
1928年建成环湖路，由和平门通往岗子村，1936年向西延伸至中央门。1968年拓宽中央门至火车站段，定名韶山路。1980年至1982年，线路部分南移，定名韶山东路。1985年再次拓宽，更名龙蟠路。1989年建成岗子村至富贵山隧道段，龙蟠中路建设后，为路名衔接，改以岗子村至太平门道路作为龙蟠路南端。